# Hagenthal-le-Bas
Hagenthal-le-Bas (Duits: Niederhagenthal) is een gemeente in het Franse departement Haut-Rhin in de regio Grand Est. De plaats maakt deel uit van het arrondissement Mulhouse. Hagenthal-le-Bas telde op 1 januari 2022 1.371 inwoners.

## Geografie
De oppervlakte van Hagenthal-le-Bas bedroeg op 1 januari 2022 6,2 vierkante kilometer; de bevolkingsdichtheid was toen 221,1 inwoners per km².

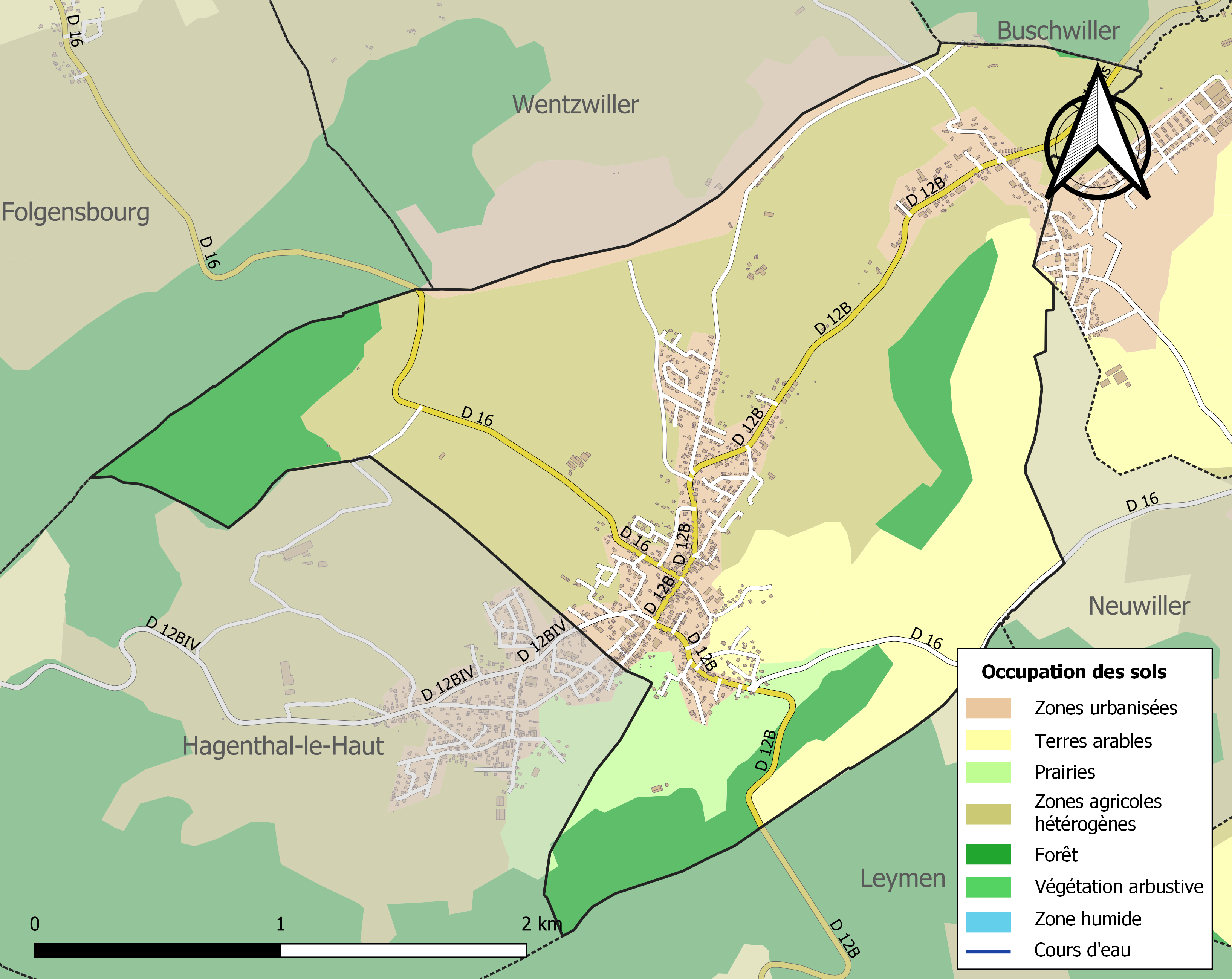
Kaart van de gemeente met de belangrijkste infrastructuur, bodemgebruik en omliggende gemeenten

## Demografie
Onderstaande figuur toont het verloop van het inwonertal (bron: INSEE-tellingen).